# Bài hát yêu thích
Bài hát yêu thích là một chương trình truyền hình âm nhạc được xây dựng bởi đài Truyền hình Việt Nam với mục đích tìm ra bài hát nào được ca sĩ thể hiện thành công và đang được khán giả yêu thích nhất tại một thời điểm nhất định, từ đó tạo ra Bảng xếp hạng bài hát được yêu thích hàng Tuần và hàng Tháng. Vai trò của khán giả là thể hiện cảm nhận của mình (thích hay không thích) đối với bài hát được ca sĩ biểu diễn trong chương trình. Danh Tùng và Thuỳ Linh là người dẫn chương trình trong suốt thời gian phát sóng.

## Hệ thống bảng xếp hạng

### Lựa chọn bài hát
Trước khi diễn ra chương trình sẽ có phần bình chọn để tìm ra các bài hát được biểu diễn trong chương trình truyền hình trực tiếp. Trên website www.baihatyeuthich.vn sẽ đăng tải bản Audio của tất cả bài hát được đề cử bởi:
- Hội đồng tuyển chọn
- Các tác giả bài hát
- Các ca sĩ thể hiện bài hát

### Bình chọn bảng xếp hạng
Sau chương trình live show, Các ca khúc biểu diễn trong chương trình sẽ được bình chọn qua hình thức bình chọn duy nhất là từ Hội đồng khán giả đại diện (HĐKGĐD). Hàng tháng BTC sẽ lựa chọn và công bố danh sách thành viên HĐKGĐD (100 thành viên/tuần). Kết quả bình chọn sẽ được công bố công khai trên website www.baihatyeuthich.vn. Những kết quả này sẽ thành lập lên bảng xếp hạng hàng tháng (tổng bình chọn của HĐKGĐD trong các tuần bình chọn trong tháng đó). Mỗi tháng, những bài hát mới được giới thiệu, trong khi những bài hát của những tháng trước vẫn còn đó để bình chọn. Điều này sẽ tiếp tục đến hết năm, khi có bảng xếp hạng hằng năm.